# Вилађо (Тренто)
Вилађо (итал. Villaggio) је насеље у Италији у округу Тренто, региону Трентино-Јужни Тирол.
Према процени из 2011. у насељу је живело 64 становника. Насеље се налази на надморској висини од 994 м.